# Trentepohlia umbricellula
Trentepohlia umbricellula är en tvåvingeart som beskrevs av Alexander 1975. Trentepohlia umbricellula ingår i släktet Trentepohlia och familjen småharkrankar.
Artens utbredningsområde är Nigeria. Inga underarter finns listade i Catalogue of Life.